# 平田村立ひらた清風中学校
平田村立ひらた清風中学校（ひらたそんりつ ひらたせいふうちゅうがっこう）は、福島県石川郡平田村にある公立中学校。

## 概要
本校は、村内にあった蓬田・小平の両中学校を統合し、設立された学校で、村内唯一の中学校である。

## 沿革
- 2016年（平成28年）
  - 4月1日 - 開校。但し、校舎は完成しておらず、旧蓬田中学校校舎を使用。
  - 4月6日 - 開校式と第1回入学式挙行。
- 2017年（平成29年）
  - 3月13日 - 第1回卒業式挙行。
  - 3月28日 - 最初の離任式を行った。
  - 8月17日 - 統合新校舎への移転開始。
  - 8月21日 - 新校舎の竣工式挙行。
  - 8月23日（第2学期） - この日から新校舎での授業開始。

## 校歌「あぶくま わたしたち」
- 作詞:長田弘
- 作曲:池辺晋一郎

## アクセス
- 平田村役場から約1.1km・徒歩で約16分、車で約2分。
- 福島交通「平田村役場前」バス停から、徒歩約920m・約14分。
- JR水郡線磐城石川駅から、
  - 車で、約17.8km・約36分。
  - 上述の路線バスで、「平田村役場前」バス停まで48分、下車後徒歩。
- JR磐越東線夏井駅から、車で約12.8km・約26分。
- JR磐越東線小野新町駅から、上述の路線バスで、「平田村役場前」バス停まで20分、下車後徒歩。

## 周辺
- 永田郵便局